# Ulcère de Buruli
 Mise en garde médicale
L'ulcère de Buruli, aussi appelé « mbasu » ou « muanza » est une maladie provoquée par une mycobactérie, au même titre que la lèpre et la tuberculose. Elle est provoquée par l'infection par Mycobacterium ulcerans. On la retrouve dans 33 pays, en Afrique, en Amérique du Sud et au Pacifique ouest. Elle fait partie des 20 maladies tropicales négligées listées par l'Organisation mondiale de la santé.

## Épidémiologie
L'ulcère de Buruli est retrouvé dans plus de trente pays et se prévalence semble maximale au Bénin.
La prévalence de la maladie semble plus élevée chez les personnes qui travaillent dans l'exploitation de l'or. L’arsenic libéré lors des activités minières est le principal suspect pour cette augmentation de l’incidence de cette maladie.

## Symptômes
Le premier symptôme de l'ulcère de Buruli est l'apparition d'un nodule, d'une plaque ou d'un œdème, surtout des membres inférieurs et des bras. En l'absence de traitement, le nodule, la plaque ou l'œdème devient un ulcère, pouvant occasionnellement atteindre les os.
Dans 32 % des cas, il n'y à qu'une lésion de moins de 5 cm de diamètre. Dans 35 % des cas, la lésion mesure entre 5 et 15 cm de diamètre. Dans 33 % des cas, le ou les ulcères mesurent plus de 15 cm de diamètre.
C'est une source de handicap moteur et d'invalidité importante en Afrique.

## Processus
Les destructions tissulaires sont causées par la toxine (mycolactone (en)) produite par une mycobactérie, le Mycobacterium ulcerans décrite pour la première fois en 1897 en Ouganda[réf. nécessaire].

## Causes
L'ulcère de Buruli est causé par l'infection de la peau par la bactérie Mycobacterium ulcerans. On la retrouve surtout dans les environnements aquatiques.
Les moustiques sont un vecteur de la maladie, pouvant transmettre Mycobacterium ulcerans de l'opossum à l'humain.

## Traitement
Les antibiotiques sont des traitements efficaces contre l'ulcère de Buruli. La rifampicine, la clarithromycine et la streptomycine sont recommandés par l'OMS. L'ablation des tissus infectés n'est plus considérée comme nécessaire par l'OMS.
La chirurgie, comme la greffe cutanée, le parage et la révision de la cicatrice peut être utile pour réduire la sévérité des cicatrices.
Si l'ulcère atteint une articulation, l'exercice physique est recommandé pour éviter la perte de mobilité de l'articulation.
Les lésions doivent être nettoyées, couvertes, protégées et hydratées. Les cicatrices peuvent être massées.

## Autres appellations
L'ulcère de Buruli est connu sous plusieurs autres noms dans différentes parties du monde. Dans le sud-est de l'Australie, il s'appelait à l'origine « l'ulcère de Searls » d'après le médecin J. R. Searls qui a vu les premiers patients australiens à la clinique de Bairnsdale et a envoyé du matériel au groupe de Peter MacCallum pour un examen plus approfondi. Plus tard, la maladie est devenue plus généralement connue sous le nom d'« ulcère de Bairnsdale », d'après le district où elle a été décrite. Dans le nord-est de l'Australie, au nord de Cairns, la maladie est appelée « ulcère de Daintree » ou « ulcère de Mossman » d'après la rivière Daintree voisine et la ville de Mossman. En Papouasie-Nouvelle-Guinée, la maladie est appelée « ulcère de Kumusi » d'après la rivière Kumusi le long de laquelle des villages atteints de l'ulcère de Buruli ont été décrits à l'origine.
Au Congo, elle est connue sous le nom de Mbasu (en RDC) ou Mwanza (au Congo Brazzaville).